# Helminthosporium microsorum
Helminthosporium microsorum är en svampart som beskrevs av D. Sacc. 1898. Helminthosporium microsorum ingår i släktet Helminthosporium och familjen Massarinaceae.   Inga underarter finns listade i Catalogue of Life.